# Resa i toner
Resa i toner är en svensk film från 1959 i regi av Gösta Lewin. I rollerna ses bland andra Ingeborg Nyberg, Lars Lönndahl och Nils Liedholm.

## Om filmen
Filmen spelades in 1958 i Europafilms studio i Sundbyberg, Belgien, Nederländerna, Hamburg i dåvarande Västtyskland, Helsingborg, Helsingör i Danmark, Milano i Italien, Nice och Paris i Frankrike samt i Stockholm. Producent var Torsten Adenby, manusförfattare Lewin och fotograf Rolf Maurin. Originalmusik komponerades av Egon Kjerrman och i övrigt användes musik av bland andra Evert Taube. Filmen klipptes av Lewin och premiärvisades den 9 mars 1959 på biografen Aveny i Örebro. Den var 85 minuter lång, i färg och barntillåten.

## Handling
Ingeborg Nyberg reser till Italien för att studera sång. Hon reser i bil från Stockholm, genom Europa till slutmålet i Milano. Väl där tar hon lektioner och insuper landets kultur.

## Rollista
- Ingeborg Nyberg – Ingeborg Nyberg
- Lars Lönndahl – Lars Lönndahl
- Nils Liedholm – Nils Liedholm
- Raoul Nordling – Raoul Nordling, generalkonsul
- Monica Nielsen – sångare
- Lina Palliogi	– sånglärare
- John Starck – hovmästare

### Fotnoter
1. 1 2 3  ”Resa i toner”. Svensk Filmdatabas. http://sfi.se/sv/svensk-filmdatabas/Item/?itemid=4585&type=MOVIE&iv=Basic&ref=/templates/SwedishFilmSearchResult.aspx?id%3d1225%26epslanguage%3dsv%26searchword%3dresa+i+toner%26type%3dMovieTitle%26match%3dBegin%26page%3d1%26prom%3dFalse. Läst 14 april 2013.